# Esther Glen Award
Der Esther Glen Award ist der renommierteste Literaturpreis für neuseeländische Kinder- und Jugendliteratur.

## Geschichte
Der Preis wird seit 1945 zu Ehren der ersten bedeutsamen neuseeländischen Kinderbuchautorin Alice Esther Glen (mit Ausnahmen) jährlich von der Library and Information Association of New Zealand Aotearoa (LIANZA) an einen neuseeländischen Kinderbuchautor für den exzellentesten Beitrag zur Kinder- und Jugendliteratur vergeben (…for the most distinguished contribution to New Zealand literature for junior fiction).
Es ist der älteste neuseeländische Literaturpreis, der heute noch vergeben wird.

## Preisträger
- 1945: Stella Morice, The Book of Wiremu
- 1947: A. W. Reed, Myths and Legends of Maoriland
- 1950: Joan Smith, The Adventures of Nimble, Rumble and Tumble
- 1959: Maurice Duggan, Falter Tom and the Water Boy
- 1964: Lesley C. Powell, Turi, The Story of a Little Boy
- 1970: Margaret Mahy, A Lion in the Meadow
- 1973: Margaret Mahy, The First Margaret Mahy Story Book
- 1975: Eve Sutton und Lynley Dodd, My Cat Likes to Hide in Boxes
- 1978: Ronda Armitage, The Lighthouse Keeper’s Lunch
- 1979: Joan de Hamel, Take the Long Path
- 1981: Katherine O’Brien, The Year of the Yelvertons
- 1982: Margaret Mahy, The Haunting
- 1983: Anne de Roo, Jacky Nobody
- 1984: Caroline Macdonald, Elephant Rock
- 1985: Margaret Mahy, The Changeover
- 1986: Maurice Gee, Motherstone
- 1988: Tessa Duder, Alex
- 1989: Jack Lasenby, The Mangrove Summer
- 1990: Tessa Duder, Alex in Winter
- 1991: William Taylor, Agnes the Sheep
- 1992: Tessa Duder, Alessandra: Alex in Rome
- 1993: Margaret Mahy, Underrunners
- 1994: Paula Boock, Sasscat to Win
- 1995: Maurice Gee, The Fat Man
- 1996: Janice Marriott, Crossroads
- 1997: Kate De Goldi, Sanctuary
- 1998: David Hill, Fat, four-eyed and useless
- 2001: Margaret Mahy, 24 Hours
- 2002: Alison Robertson, Knocked by six
- 2003: David Hill, Right where it hurts
- 2004: Ken Catran, Jacko Moran, sniper
- 2005: Bernard Beckett, Malcolm and Juliet
- 2006: Elizabeth Knox, Dreamhunter
- 2007: Bernard Beckett, Genesis
- 2008: Mandy Hager, Smashed
- 2009: Fleur Beale, Juno of Taris
- 2010: Richard Newsome, The Billionaire’s Curse
- 2011: Diana Menefy, Shadow of the Boyd
- 2012: Barbara Else, The travelling restaurant
- 2013: Rachael King, Red Rocks
- 2014: Joy Cowley, Dunger
- 2015: Leonie Agnew, Conrad Cooper's last stand
- 2016: Kate De Goldi, From the Cutting Room of Barney Kettle
- 2017: Tania Roxborogh, My New Zealand Story: Bastion Point
- 2018: Bren MacDibble, How to Bee
- 2019: Bren MacDibble, The Dog Runner